# Fernando Richeri
Fernando Richeri González (ur. 9 czerwca 1948) – urugwajski strzelec, olimpijczyk. 
Brał udział w Letnich Igrzyskach Olimpijskich 1992 w Barcelonie. Startował tylko w konkurencji strzelania z pistoletu pneumatycznego z odległości 10 metrów, w której zajął 44. miejsce.

## Wyniki olimpijskie
| Igrzyska | Konkurencja                 | Wynik       | Miejsce    | Źródło |
| -------- | --------------------------- | ----------- | ---------- | ------ |
| IO 1992  | Pistolet pneumatyczny, 10 m | 554 punktów | 44 (na 45) | [ 1 ]  |